# Ebling Mis
Ebling Mis est un personnage fictif du Cycle de Fondation d’Isaac Asimov. Il apparaît dans le tome 2, intitulé Fondation et Empire. Dans l'histoire, Ebling Mis aurait les meilleures connaissances en psychohistoire de la Fondation (qui ne comporte curieusement aucun groupe de psychohistoriens spécialisés elle-même) depuis Hari Seldon, lui-même concepteur du Plan visant à recréer un Second Empire plus stable que le premier.

## Histoire
Ebling Mis tente d'informer les autorités de Fondation qu'une crise Seldon se préparerait, à la lumière des événements, d’ici quatre mois. La crise précédemment prévue par Seldon, qui était la révolte des marchands,n'avait pas eu lieu en raison d'un changement politique imprévisible apporté du fait d'un seul conquérant inattendu et mystérieux, le Mulet. De ce fait, c'est la totalité des prévisions de Seldon qui est faussée, et en effectuer la correction totale n'est pas dans les possibilités d'un homme seul, fût-il comme lui instruit en psychohistoire et brillant..
S’ensuivent alors des aventures à travers la Galaxie qui finissent par mener Ebling Mis sur Trantor elle-même, siège du premier Empire. Là, il cherche en s'aidant des archives bibliothécaires l’endroit où pourrait bien se situer la Seconde Fondation qu'il veut contacter afin de demander son aide pour sauver la Fondation : celle-ci est en effet déjà sous la coupe du Mulet.
Sans qu'il le sache, le Mulet a capté cette volonté et agit à distance sur ses émotions afin qu'il mobilise toute son énergie à cette recherche, avec un enthousiasme passionné qui lui fait négliger sa propre santé. Le but du Mulet est évidemment très différent, puisqu'il souhaite détruire cette menace latente de ses propres projets.
Alors que Mis découvre dans une illumination, épuisé par sa quête et très affaibli physiquement, l'emplacement cherché et, bouleversé de la réponse, s'apprête à l'annoncer, il est tué aussitôt par Bayta. Celle-ci ne voulait pas prendre le risque qu'il fasse échouer le plan Seldon de reconstitution de l'empire en le révélant à son insu au Mulet.
Les moments qui suivent montrent à quel point son geste était justifié, car le Mulet était beaucoup plus proche d'eux qu'ils ne le croyaient.